# Francesca!!!
Francesca!!! è il terzo album in studio della cantante italiana Francesca Schiavo, pubblicato nel 1995 dalla It.
L'album, disponibile su musicassetta e compact disc, contiene il brano Amore e guerra, che partecipa al Festival di Sanremo 1995 come aspirante alla sezione "Campioni", obiettivo che non viene raggiunto.

## Tracce
1. Kyrie
2. Quasi le tre
3. Guarda quaggiù questo mare
4. Ragazzi senza nome
5. Amore e guerra
6. Resta con me
7. Eroi prigionieri
8. Basta con il rap
9. Canzone per un viaggio